# Château de Thizy
Le château de Thizy est un château situé à Thizy, en France.

## Localisation
Le château est situé dans le département français de l'Yonne, sur la commune de Thizy.

## Description
Au-dessus de la porte d'entrée se trouve un label de blason, que l’on retrouve sur toutes les cheminées monumentales.
Dans la cour à gauche se trouve la chapelle, bâtie en matériaux rudimentaires. C'est sur cette chapelle que fut construite, au XIIe siècle, la tour carrée nord-est. On y accède par la tour octogonale dénommée la Guette en gravissant un escalier en spirale de plus de 120 marches. Cette tour carrée restaurée dans les années 1960 par Maurice Savioz comporte 2 grandes salles dans lesquelles on peut observer de grandes cheminées et de vastes fenêtres à meneaux, munies d'un banc de pierre pour le guet (coussiège). Dans la salle du bas, on remarque une porte donnant accès à une échauguette placée pour la défense du pont-levis et le départ du chemin de ronde.
L'aile orientale, entre la tour nord-est et la tour sud-ouest, constituait le logis seigneurial qui fut détruit à la Révolution. La restitution, faite au XIXe siècle par la famille Montarlot, est assez fidèle côté est avec ses deux croisées et leurs bancs. On peut remarquer la cheminée monumentale adossée à la chambre seigneuriale.
L'aile méridionale est dotée d’un vaste cellier construit par les religieux à la fin du XIIe siècle. À cette époque les vignes couvraient les pentes bien exposées au midi. Elles produisaient un vin apprécié qui pour l'anecdote, portait la renommée de Thizy jusqu'à la cour de François Ier. Le cellier est une vaste salle voûtée, longue de 16 mètres sur 8 mètres de large composé de deux nefs divisées en 4 travées ogivales soutenues par 3 colonnes à chapiteaux, ornées de griffes à la base et de têtes sculptées. D'un pur style gothique au point culminant de l'art ogival, ce cellier rappelle la salle des gens d'armes de Philippe le Bel au Palais de justice à Paris ou la salle des chevaliers du Mont-Saint-Michel.
Au-dessus se trouvaient les locaux d'habitation du prieuré. Le sommet de la courtine est demeuré à peu près intact. Le chemin de ronde, d'une longueur de 38 mètres, comporte des créneaux alternant avec des merlons où sont pratiquées des meurtrières pour armes à feu. Aux angles supérieurs des créneaux, des crochets ont été taillés en relief dans la pierre pour suspendre des huchettes, volets de bois, qu'il suffisait de pousser par le bas pour tirer ou pour surveiller le pied des murs.
L'autre moitié de l'aile méridionale avec la courtine est l’œuvre de Jean de Cussigny. Elle comporte une salle qui a perdu sa toiture et qui accueille de nos jours l'exposition des œuvres du sculpteur Michel Roetzer et dans laquelle sont organisés des spectacles.
La tour ronde, dont les murs ont près de 2 mètres d'épaisseur et où sont pratiquées 3 canonnières, compte trois étages. La coupole de la voûte est percée, au centre, d'une ouverture carrée, pour évacuer la fumée pendant le tir. Les étages supérieurs ont une fenêtre et d'une cheminée. Le sommet de la tour est une terrasse dallée, entourée de mâchicoulis.
Le chemin de ronde, qui relie la tour ronde à la Guette, était au XVIe siècle bardé d'un simple garde-fou en bois.
À l'angle nord-ouest, le pavillon bâti dans les dernières années du XVIe siècle, est une solide tour carrée de 9 m sur 8,80 m dont la couverture repose sur une pyramide creuse maçonnée en calcaire plat du pays.

## Historique
Un manoir-prieuré est fondé au XIIIe siècle par l'abbaye de Moutier-Saint-Jean. De ce bâtiment initial subsistent des caves. Au cours de la seconde moitié du XIVe siècle, le logis du prieur est transformé en "donjon" carré implanté à l'angle nord-est d'une enceinte quadrangulaire, à une petite vingtaine de mètres de l'église paroissiale du village située juste de l'autre côté du fossé.  Les étages de cette tour sont accessibles par un escalier logé dans une haute tourelle polygonale hors œuvre, accostée à l'angle du donjon situé à l'intérieur de l'enceinte. Le sommet de ce donjon était couronné d'un parapet à mâchicoulis (disparu) qui reposait sur des corbeaux de pierre (encore visibles de nos jours, juste sous le bord de rive de la toiture. N'ayant pratiquement aucune saillie sur l'enceinte, ce donjon n'offrait qu'une médiocre défense de la porte d'entrée du château percée dans la courtine nord. Cette courtine nord était séparée du village par un fossé sec. Une porte charretière la traversait pour pénétrer dans le château. Il ne subsiste pas de trace d'un quelconque système de pont levis permettant de franchir le fossé. La défense de la porte était probablement assurée seulement par un assommoir surplombant le passage et dont il subsiste, dans le parement extérieur de la courtine, l'arc qui le supportait. 
Au tout début du XVe siècle, l'enceinte fut agrandie pour former un quadrilatère à peu près carré d'environ 40 mètres de côté. Il fut érigé dans son angle sud-ouest  -celui opposé au "donjon" primitif- une grosse tour cylindrique. Cette seconde tour était couronnée d'un parapet à mâchicoulis ou de hourds en bois dont subsistent les corbeaux en pierre. Les murs de la tour sont épais de 2,70 m et elle comporte 4 niveaux voûtés accessibles par un escalier en vis épargné dans l'épaisse partie de maçonnerie faisant la jonction entre la tour et l'enceinte. Cette tour cylindrique comportait des éléments de confort (cheminées, fenêtres, etc.) qui la rendaient habitable. Elle peut donc être considérée comme un second donjon, sans doute destiné à remplacer le donjon carré initial, devenu trop petit ou inconfortable. À la fin du XVe siècle, une troisième tour, de plan carré, est implantée à l'angle nord-ouest de l'enceinte, de biais par rapport à celle-ci. Cette tour est percée, dès sa construction, d'archères-canonnières qui correspondent aux éléments défensifs habituellement mis en œuvre dans les fortifications de cette époque. À cette même époque, les bâtiments d'habitation élevés dans la cour intérieure contre l'enceinte sont remaniés, notamment de hautes fenêtres à meneaux croisés et des lucarnes couronnées de gâbles sont percées dans la courtine Est. L'alimentation en eau était assurée au moyen d'un puits situé dans la cour intérieure. De nos jours, le château est divisé en une copropriété double et est toujours habité.
L'édifice est inscrit au titre des monuments historiques en 1974.